# MotoGP maláj nagydíj
A MotoGP maláj nagydíja a MotoGP egy versenye, mely 1991 óta folyamatosan szerepel a versenynaptárban.

## Az eddigi győztesek
| 2024 | Sepang    | David Alonso (CFMoto)              | Celestino Vietti (Kalex)           | Francesco Bagnaia (Ducati)         | Összefoglaló                       |                                    |                                    |                                    |
| 2023 | Sepang    | Collin Veijer (Husqvarna)          | Fermín Aldeguer (Boscoscuro)       | Enea Bastianini (Ducati)           | Összefoglaló                       |                                    |                                    |                                    |
| 2022 | Sepang    | John McPhee (Husqvarna)            | Tony Arbolino (Kalex)              | Francesco Bagnaia (Ducati)         | Összefoglaló                       |                                    |                                    |                                    |
| 2021 | Sepang    | A Covid19-pandémia miatt törölték. | A Covid19-pandémia miatt törölték. | A Covid19-pandémia miatt törölték. | A Covid19-pandémia miatt törölték. | A Covid19-pandémia miatt törölték. | A Covid19-pandémia miatt törölték. | A Covid19-pandémia miatt törölték. |
| 2020 | Sepang    | A Covid19-pandémia miatt törölték. | A Covid19-pandémia miatt törölték. | A Covid19-pandémia miatt törölték. | A Covid19-pandémia miatt törölték. | A Covid19-pandémia miatt törölték. | A Covid19-pandémia miatt törölték. | A Covid19-pandémia miatt törölték. |
| 2019 | Sepang    | Lorenzo Dalla Porta (Honda)        | Brad Binder (KTM)                  | Maverick Viñales (Yamaha)          | Összefoglaló                       |                                    |                                    |                                    |
| 2018 | Sepang    | Jorge Martín (Honda)               | Luca Marini (Kalex)                | Marc Márquez (Honda)               | Összefoglaló                       |                                    |                                    |                                    |
| 2017 | Sepang    | Joan Mir (Honda)                   | Miguel Oliveira (KTM)              | Andrea Dovizioso (Ducati)          | Összefoglaló                       |                                    |                                    |                                    |
| 2016 | Sepang    | Francesco Bagnaia (Mahindra)       | Johann Zarco (Kalex)               | Andrea Dovizioso (Ducati)          | Összefoglaló                       |                                    |                                    |                                    |
| 2015 | Sepang    | Miguel Oliveira (KTM)              | Johann Zarco (Kalex)               | Dani Pedrosa (Honda)               | Összefoglaló                       |                                    |                                    |                                    |
| 2014 | Sepang    | Efrén Vázquez (Honda)              | Maverick Viñales (Kalex)           | Marc Márquez (Honda)               | Összefoglaló                       |                                    |                                    |                                    |
| 2013 | Sepang    | Luis Salom (KTM)                   | Tito Rabat (Kalex)                 | Dani Pedrosa (Honda)               | Összefoglaló                       |                                    |                                    |                                    |
| 2012 | Sepang    | Sandro Cortese (KTM)               | Alex de Angelis (FTR)              | Dani Pedrosa (Honda)               | Összefoglaló                       |                                    |                                    |                                    |
| Év   | Helyszín  | 125 cm³                            | Moto2                              | MotoGP                             | Összefoglaló                       |                                    |                                    |                                    |
| 2011 | Sepang    | Maverick Viñales (Aprilia)         | Thomas Lüthi (Suter)               | A versenyt törölték                | Összefoglaló                       |                                    |                                    |                                    |
| 2010 | Sepang    | Marc Márquez (Derbi)               | Roberto Rolfo (Suter)              | Valentino Rossi (Yamaha)           | Összefoglaló                       |                                    |                                    |                                    |
| Év   | Helyszín  | 125 cm³                            | 250 cm³                            | MotoGP                             | Összefoglaló                       |                                    |                                    |                                    |
| 2009 | Sepang    | Julián Simón (Aprilia)             | Aojama Hirosi (Honda)              | Casey Stoner (Ducati)              | Összefoglaló                       |                                    |                                    |                                    |
| 2008 | Sepang    | Talmácsi Gábor (Aprilia)           | Álvaro Bautista (Aprilia)          | Valentino Rossi (Yamaha)           | Összefoglaló                       |                                    |                                    |                                    |
| 2007 | Sepang    | Talmácsi Gábor (Aprilia)           | Aojama Hirosi (KTM)                | Casey Stoner (Ducati)              | Összefoglaló                       |                                    |                                    |                                    |
| 2006 | Sepang    | Álvaro Bautista (Aprilia)          | Jorge Lorenzo (Aprilia)            | Valentino Rossi (Yamaha)           | Összefoglaló                       |                                    |                                    |                                    |
| 2005 | Sepang    | Thomas Lüthi (Honda)               | Casey Stoner (Aprilia)             | Loris Capirossi (Ducati)           | Összefoglaló                       |                                    |                                    |                                    |
| 2004 | Sepang    | Casey Stoner (KTM)                 | Dani Pedrosa (Honda)               | Valentino Rossi (Yamaha)           | Összefoglaló                       |                                    |                                    |                                    |
| 2003 | Sepang    | Dani Pedrosa (Honda)               | Toni Elías (Aprilia)               | Valentino Rossi (Honda)            | Összefoglaló                       |                                    |                                    |                                    |
| 2002 | Sepang    | Arnaud Vincent (Aprilia)           | Fonsi Nieto (Aprilia)              | Max Biaggi (Yamaha)                | Összefoglaló                       |                                    |                                    |                                    |
| Év   | Helyszín  | 125 cm³                            | 250 cm³                            | 500 cm³                            | Összefoglaló                       |                                    |                                    |                                    |
| 2001 | Sepang    | Ui Júicsi (Derbi)                  | Kato Dajdzsíró (Honda)             | Valentino Rossi (Honda)            | Összefoglaló                       |                                    |                                    |                                    |
| 2000 | Sepang    | Roberto Locatelli (Aprilia)        | Nakano Sinja (Yamaha)              | Kenny Roberts, Jr. (Suzuki)        | Összefoglaló                       |                                    |                                    |                                    |
| 1999 | Sepang    | Azuma Maszao (Honda)               | Loris Capirossi (Honda)            | Kenny Roberts, Jr. (Suzuki)        | Összefoglaló                       |                                    |                                    |                                    |
| 1998 | Johor     | Ueda Noboru (Honda)                | Harada Tecuja (Aprilia)            | Michael Doohan (Honda)             | Összefoglaló                       |                                    |                                    |                                    |
| 1997 | Shah Alam | Valentino Rossi (Aprilia)          | Max Biaggi (Honda)                 | Michael Doohan (Honda)             | Összefoglaló                       |                                    |                                    |                                    |
| 1996 | Shah Alam | Stefano Perugini (Aprilia)         | Max Biaggi (Aprilia)               | Luca Cadalora (Honda)              | Összefoglaló                       |                                    |                                    |                                    |
| 1995 | Shah Alam | Garry McCoy (Honda)                | Max Biaggi (Aprilia)               | Michael Doohan (Honda)             | Összefoglaló                       |                                    |                                    |                                    |
| 1994 | Shah Alam | Ueda Noboru (Honda)                | Max Biaggi (Aprilia)               | Michael Doohan (Honda)             | Összefoglaló                       |                                    |                                    |                                    |
| 1993 | Shah Alam | Dirk Raudies (Honda)               | Aoki Nobuacu (Honda)               | Wayne Rainey (Yamaha)              | Összefoglaló                       |                                    |                                    |                                    |
| 1992 | Shah Alam | Alessandro Gramigni (Aprilia)      | Luca Cadalora (Honda)              | Michael Doohan (Honda)             | Összefoglaló                       |                                    |                                    |                                    |
| 1991 | Shah Alam | Loris Capirossi (Honda)            | Luca Cadalora (Honda)              | John Kocinski (Yamaha)             | Összefoglaló                       |                                    |                                    |                                    |

## Névadó szponzorok
- Lucky Strike (1991-1992)
- Marlboro (1993-1999), (2003-2007)
- Cahaya Alam (2000)
- Gauloises (2001-2002)
- Polini (2007-2008)
- Shell Advance (2009-2011, 2013-2014)
- Shell (2015-2019)
- Petronas (2022-)